# Tempio della Vittoria (Roma)
Il tempio della Vittoria (latino: aedes Victoriae; greco: τέμενος) era un tempio romano edificato sul Palatino, a Roma, dedicato alla dea Vittoria.

## Storia
La tradizione voleva fosse stato costruito da Evandro, ma era stato, in realtà, costruito da Lucio Postumio Megello con le multe che aveva comminato durante la sua edilità, e dedicato il 1º agosto 294 a.C., anno in cui fu console. Negli anni 204-191 a.C. ospitò il betilo della Magna Mater, mentre il tempio della dea era in costruzione. Nei pressi di questo tempio Marco Porcio Catone costruì il tempio di Victoria Virgo.